# فرانک هربرت
فرَنْک (فرانک) هِرْبِرْت (انگلیسی: Frank Herbert؛ زاده‌ ۸ اکتبر ۱۹۲۰ – درگذشته ۱۱ فوریهٔ ۱۹۸۶) نویسنده‌ی آمریکایی رمان‌های علمی-تخیلی بود. تل‌ماسه، معروفترین نوشته‌ی او که در سال ۱۹۶۵ به چاپ رسید، پرفروشترین رمان علمی-تخیلی تاریخ این سبک و از شاهکارهای آن به شمار می‌رود. او در کنار رمان‌نویسی، گاهی به عنوان روزنامه‌نویس، عکاس، اقلیم‌شناس، منتقد، و مدرس هم کار می‌کرد.